# Adam Choiński
Adam Janusz Choiński (ur. 25 kwietnia 1951 w Koszalinie) – polski geograf, hydrolog i limnolog, profesor nauk o Ziemi, profesor Uniwersytetu im. Adama Mickiewicza w Poznaniu, dziekan Wydziału Nauk Geograficznych i Geologicznych UAM w kadencji 2002–2005.

## Życiorys
Absolwent Uniwersytetu im. Adama Mickiewicza w Poznaniu (1975). Na uczelni tej uzyskał stopnie naukowe doktora (1979) i doktora habilitowanego (1988). Tytuł profesora nauk o Ziemi otrzymał 18 lutego 2002. Specjalizuje się w hydrologii i limnologii.
Zawodowo związany z Uniwersytetem im. Adama Mickiewicza, na którym doszedł do stanowiska profesora. W latach 2002–2005 był dziekanem Wydziału Nauk Geograficznych i Geologicznych UAM, zaś w latach 2006–2016 pełnił funkcję dyrektora Instytutu Geografii Fizycznej i Kształtowania Środowiska Przyrodniczego. W 2006 objął kierownictwo Zakładu Hydrologii i Gospodarki Wodnej.
Współzałożyciel i pierwszy prezes Polskiego Towarzystwa Limnologicznego, otrzymał tytuł honorowego członka tej organizacji. Był także członkiem Komitetu Nauk Geograficznych PAN i Komitetu Narodowego do spraw Współpracy z Międzynarodową Unią Geograficzną (IGU). Członek Akademickiego Klubu Obywatelskiego im. Prezydenta Lecha Kaczyńskiego w Poznaniu.
Autor ponad 330 publikacji, w tym prac zwartych, artykułów i rozdziałów w monografiach oraz map hydrograficznych.

## Wybrane publikacje
- Wybrane zagadnienia z limnologii fizycznej Polski, Poznań 1988 (wyd. 2).
- Zróżnicowanie i uwarunkowania zmienności przepływów rzek polskich, Poznań 1988.
- Pojezierze Wielkopolsko-Kujawskie i jeziora na południe od linii zasięgu zlodowacenia bałtyckiego, Poznań 1995 (wyd. 2).
- Wody Ziemi, Poznań 1996 (współautor).
- Jeziora kuli ziemskiej, Warszawa 2000.
- Katalog jezior Polski, Poznań 2006.
- Limnologia fizyczna Polski, Poznań 2007.
- Fotolimnologia, Poznań 2015 (współautor).